# Gabriel Allegrain
Pour les articles homonymes, voir Allegrain.
Gabriel Allegrain, né à Paris le 25 février 1679 et mort dans la même ville le 24 février 1748, est un peintre paysagiste français.

## Biographie
Gabriel Allegrain est le fils d'Étienne Allegrain, également peintre paysagiste. Il a deux sœurs. C'est son père qui assure sa formation à la peinture. Il se marie le 20 août 1708 avec Anne-Madeleine Grandcerf. Ils ont trois enfants (une fille et deux fils) dont Christophe-Gabriel, qui sera sculpteur. En 1716 il est membre de l'Académie royale de peinture grâce à son tableau La fuite en Egypte.

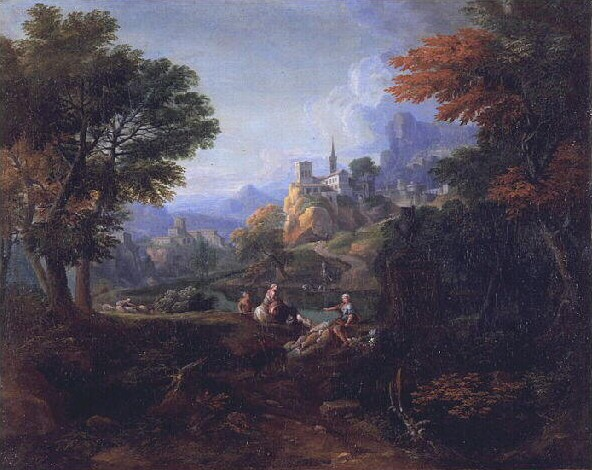
Paysage d'Italie

## Œuvres
La fuite en Egypte (1816)
Il exposa au Salon, de 1737 à 1747
- Vue des jardins de Versailles, pris du côté du parterre du nord;
- Vue du château neuf de St-Germain, du côté de la Terrasse
- Vue du château de Vincennes, côté du Parc;
- Vue de la Cascade en buffet dans le jardin de Trianon.
- Paysage avec des bergers et des troupeaux (1737)[5]
- Paysage orné de figures et d’animaux (1738)
- Rendez-vous de chasse (1739)
- Un paysage (1740)
- Paysage avec un berger épouvanté par des chasseurs (1745)
- Paysage avec figures (1747)